# Igreja de Nossa Senhora da Boa Viagem (Belo Horizonte)
O Santuário Nossa Senhora da Boa Viagem é um templo católico localizado na cidade brasileira de Belo Horizonte. Foi a primeira catedral da arquidiocese de Belo Horizonte.

## História
Desde o começo do século XVIII, o território onde hoje está a igreja de Nossa Senhora da Boa Viagem foi ocupado por construções religiosas. Na época colonial, no Curral Del Rei, arraial que foi destruído para a construção de Belo Horizonte, havia uma capela de pau-a-pique, que foi substituída, anos depois, por uma matriz maior.
Em 12 de dezembro de 1897, a matriz da Boa Viagem foi destruída e, em 1932, já estava construída a igreja atual.
As construções começaram em 1913 e o estilo escolhido foi o neogótico. Em 11 de fevereiro de 1921, antes que as obras terminassem, a igreja em construção foi transformada em catedral pela então diocese de Belo Horizonte.
A igreja foi consagrada à Nossa Senhora da Boa Viagem, por causa de uma imagem esculpida em madeira, que era a protetora de um barco português chamado "Nossa Senhora da Boa Viagem". Esta imagem está no altar lateral da direita da catedral e mede pouco mais de meio metro de altura. Atualmente, a igreja é mantida e administrada pela Congregação do Santíssimo Sacramento.
Em 2 de junho de 1977, a igreja da Boa Viagem foi tombada pelo governo de Minas Gerais.
Em 11 de fevereiro de 2021, a igreja da Boa Viagem finalmente encerrou o cumprimento de seu papel como catedral provisória da arquidiocese de Belo Horizonte. Por decreto, Dom Walmor Oliveira de Azevedo tranferiu o título de catedral para a Catedral Cristo Rei.